# Jackeline Estévez
Jackeline Estévez Rodríguez (San Francisco de Macorís; 7 de febrero de 1963), más conocida como Jackeline Estévez, es una cantante dominicana.

## Primeros años
Jackeline Estévez nace en San Francisco de Macorís, provincia Duarte. Hija de Luis Concepción Estévez, un reconocido exmilitar de Cabrera, María Trinidad Sánchez y Francis Rodríguez, hija del fundador del sector San Vicente de Paul de San Francisco de Macorís, Erasmo Rodríguez y Natividad Amarante Eustate de origen ítalo-inglesa. Empieza a dar sus primeras muestras de talento a la edad de 6 años. Jackeline es licenciada en administración de empresas, egresada de la Universidad del Caribe.
Inicia su carrera en el año 1982, en el programa Fiesta de Teleantillas, alcanzando gran popularidad, compartiendo escenario junta a  destacadas figuras internacionales tales como: José José, Alfredo Sadel, Leo Marini, Álvaro Torres, Nelson Ned, Camilo Sesto,  entre otros.  
El paso a seguir fue la  firma con  la disquera Borinquen Records de Puerto Rico, con quien graba 3 producciones discográficas: "Crisálida", "Demuéstramelo" y "Lléname de besos".
En 1983 actúa en el "Felt Forum" del Madison Square Garden de Nueva York, donde fue recibida con éxito rotundo por el público que abarrotó el lugar y fue elogiada por toda la prensa neoyorquina por su extraordinario trabajo en escena. 
En 1991 parte a México para representar a la República Dominicana en el Festival OTI de la Canción celebrado en Acapulco.

## Discografía
Crisálida, Demuéstramelo, Lléname de Besos, 18 Éxitos, Mujer Enamorada, La Mano en el Fuego, Jackeline Estévez en otro Way.
Sus espectáculos: 
- Estadio Olímpico junto al grupo Menudo (1985)
- Un Caso Serio (1987)
- No una más 1990
- De donde vengo y a donde voy - 1991
- XX Festival OTI de la Canción - 1991 en Acapulco México
- De Campo en Campo en Campo y de Pueblo en Pueblo - 1992
- Espectacular - 2005
- Jackeline Estévez UNIKA -2008
- Yo soy la Buena – 2009
- Bolerisima -2010
- Una noche de Recuerdos -2011
- Jackeline Estévez y Alex Bueno “Enamorados” - 2012
- Jackeline Estévez “Confesiones” - 2014
- Jackeline Estévez “Sinfónico - 2015

## Premios
Revelación del Año – Premios Dorados (1983),El Chin de Plata - 1985 en la ciudad de Miami, Florida. Donde agota 3 fin de semanas y obtuvo el mayor de los reconocimientos junto a luminarias de la categoría de Gloria Estefan, Charytín y José Luis Rodríguez "El Puma", Premios Casandra Tema "Merengue del año" que graba junto a Fernando Villalona, el tema "Me muero por ti", fue un éxito de hit parades a nivel nacional e internacional – 1998, Artista femenina del año, Premios Casandra - 2008, Cantante Solista,  Premios Casandra – 2009, Cantante Solista, Premios Casandra -2012.

## Discografía
- 1983: Crisálida
- 1983:  Demuéstramelo
- 1983: Lléname de besos
- 1994: Toda tuya
- 2005: Jackeline Estévez, sus 18 más grandes éxitos.
- 2007: Mujer Enamorada
- 2010: Única en boleros

### Sencillos
- Crisálida
- Yo soy
- Ese día llegará
- Hoy porqué no te has ido
- En donde estás tú
- Me muero por ti (dúo con Fernando Villalona)
- Corazón Vacío
- Será que te amo
- La que más te ama
- Mujer enamorada
- Algo se me fue contigo
- Te lo dejo
- Hambre
- El amor sin sufrimiento no es amor (dúo con Fernando Villalona)